# Chiffrenzentrum Enigma
Das Chiffrenzentrum Enigma (polnisch Centrum Szyfrów Enigma, englisch Enigma Cipher Centre) ist ein öffentliches Museum zum Thema Kryptanalyse der Enigma.
Es befindet sich in Posen, der Hauptstadt der polnischen Woiwodschaft Großpolen, in der Ulica Święty Marcin 78 (deutsch Sankt-Martin-Straße) neben dem Residenzschloss und dem davor stehenden Kryptologen-Denkmal.

## Geschichte
Wie das Kryptologen-Denkmal im Jahr 2007 wurde auch das Chiffrenzentrum Enigma im Jahr 2021 zu Ehren der drei polnischen Kryptoanalytiker Marian Rejewski (1905–1980), Jerzy Różycki (1909–1942) und Henryk Zygalski (1908–1978) sowie ihrer Leistung beim Bruch der deutschen Rotor-Chiffriermaschine „Enigma“ errichtet.

## Ausstellung

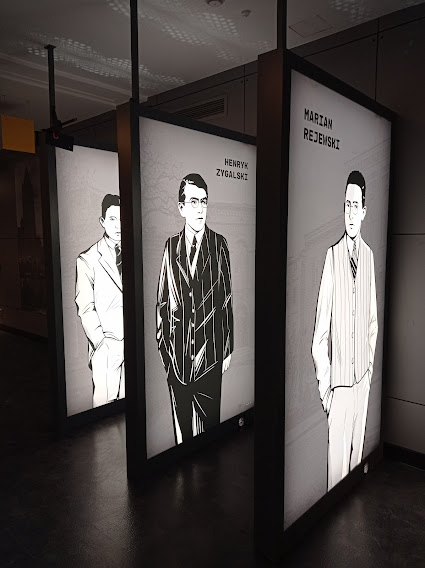
Jerzy Różycki, Henryk Zygalski und Marian Rejewski waren die Ersten, die die Enigma knackten.

Im Mittelpunkt steht hier die Entzifferung der deutschen Schlüsselmaschine, insbesondere der Enigma I (sprich: „Enigma eins“), die am 1. Juni 1930 von der Reichswehr der Weimarer Republik in Dienst gestellt wurde und später – nahezu unverändert – von der Wehrmacht im Zweiten Weltkrieg (1939–1945) zur Verschlüsselung des geheimen militärischen Nachrichtenverkehrs eingesetzt wurde. Der erste Einbruch gelang den drei polnischen Codeknackern (Bild) bereits im Jahr 1932 (siehe auch: Polnische Erfolge bei der Kryptanalyse der Enigma).
Die Ausstellung gliedert sich in drei Hauptteile: Im ersten wird die geschichtliche Entwicklung der Kryptografie von den Anfängen in der Antike (Skytale, Caesar-Verschlüsselung) bis in die Moderne erläutert. Es werden Demonstrationsobjekte präsentiert, an denen der Besucher selbst das Chiffrieren üben kann. Auch auf den damals geheimen und heute legendären Kryptologie-Kursus, den die damaligen Studenten und späteren Codeknacker Rejewski, Różycki und Zygalski im Jahr 1929 an der Universität Posen absolvierten, wird eingegangen.
Im zweiten Teil liegt der Fokus auf der Enigma-Maschine, ihrer Entwicklungsgeschichte, ihrer Kryptanalyse und ihrem Bruch. Dabei werden insbesondere die polnischen Beiträge, Personen und kryptanalytischen Maschinen behandelt und gewürdigt, wie beispielsweise das Zyklometer, die Zygalski-Lochblätter und die Bomba. Auch die nachfolgenden Arbeiten und Leistungen der Alliierten werden ausführlich erläutert.
Der dritte Teil der Ausstellung widmet sich der Moderne. Hier wird gezeigt, wie sich die Kryptologie in den letzten Jahrzehnten vor allem aufgrund der rasanten Fortschritte der Informationstechnik grundlegend gewandelt hat.

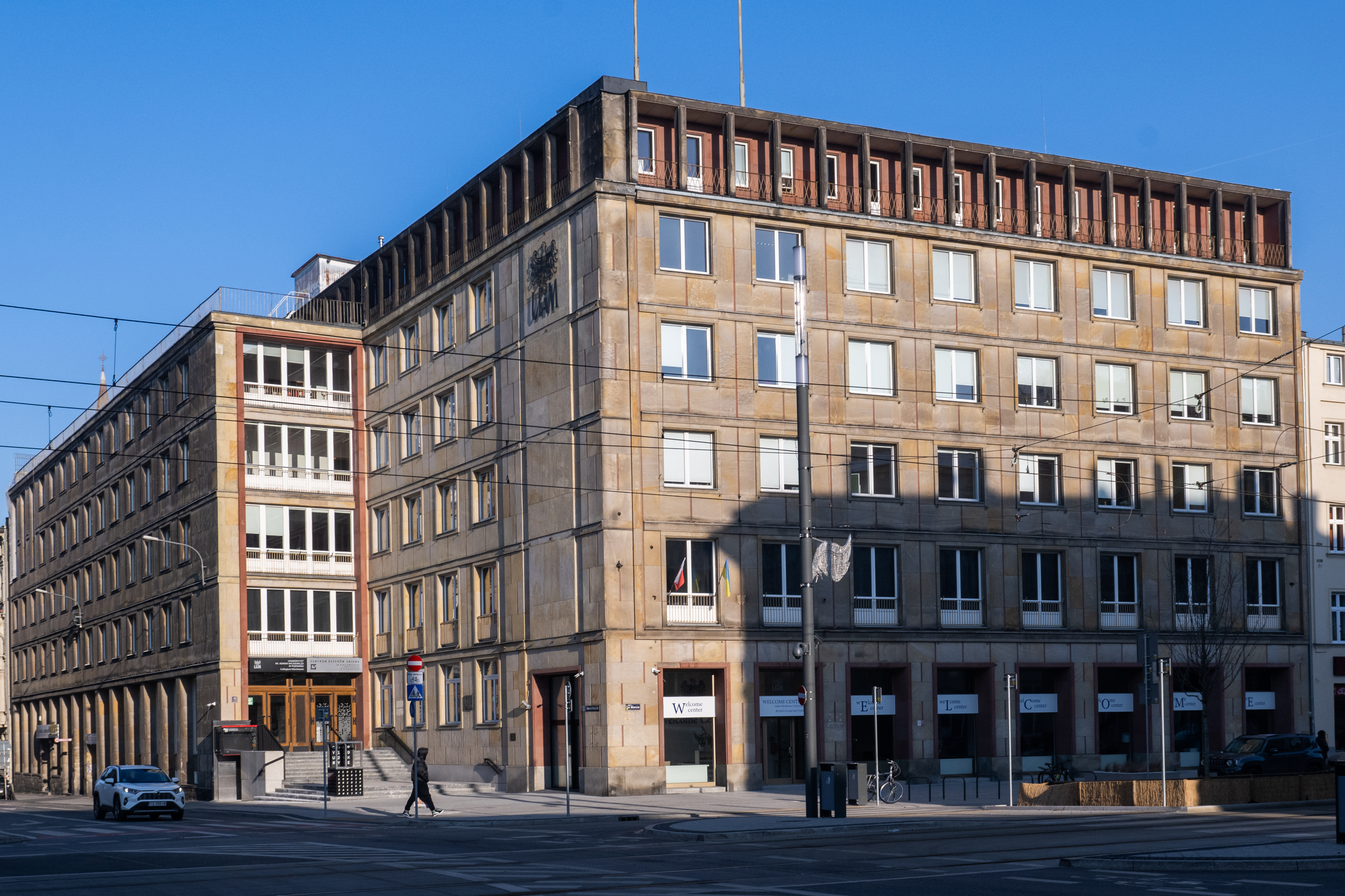
Museumsgebäude
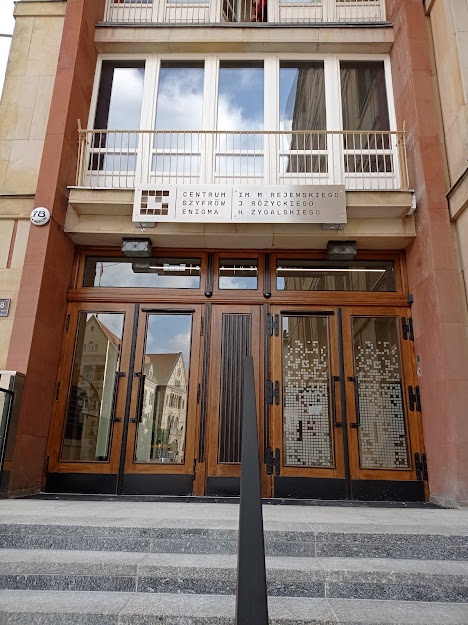
Eingang
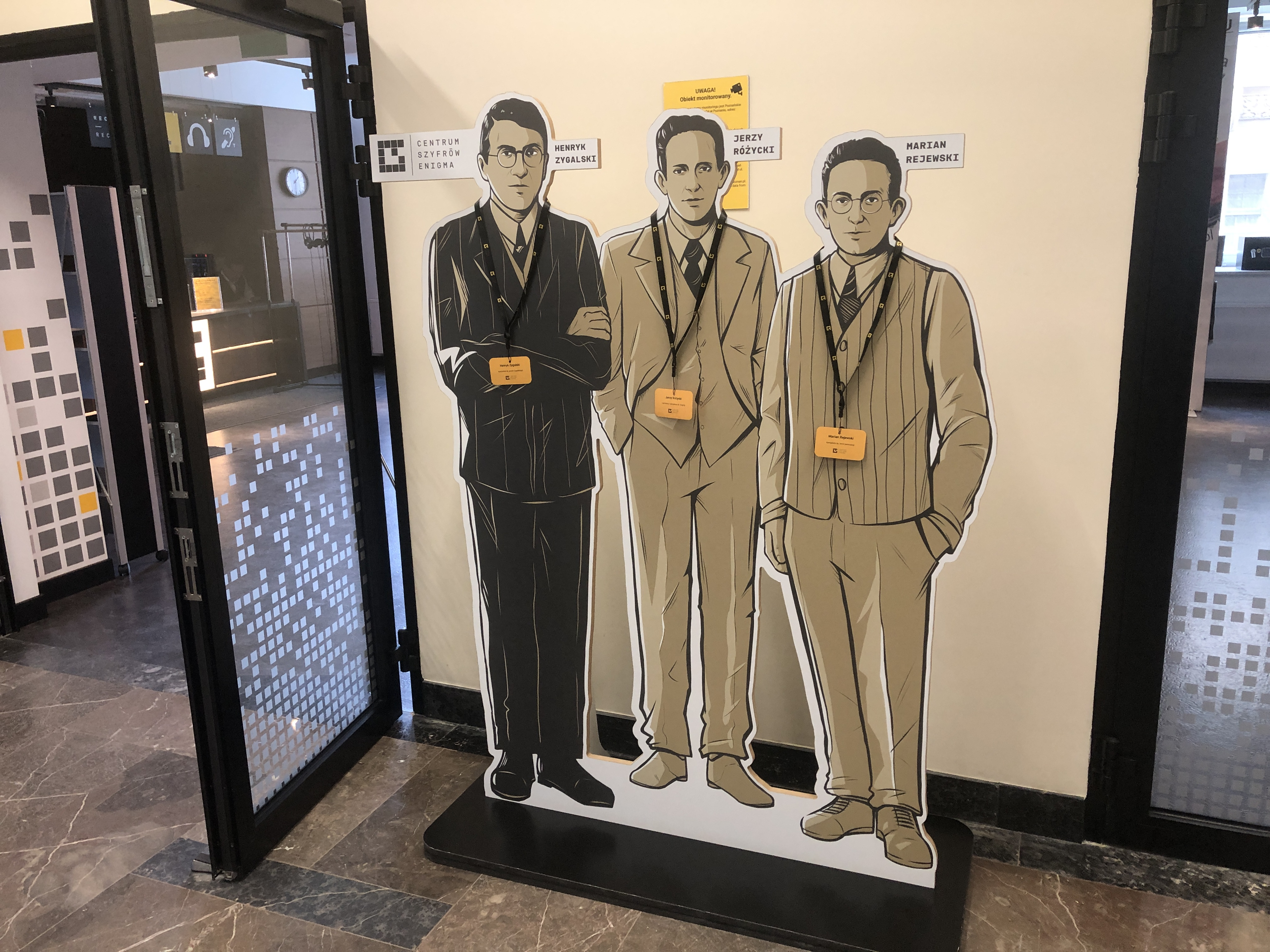
Begrüßung im Eingangsbereich
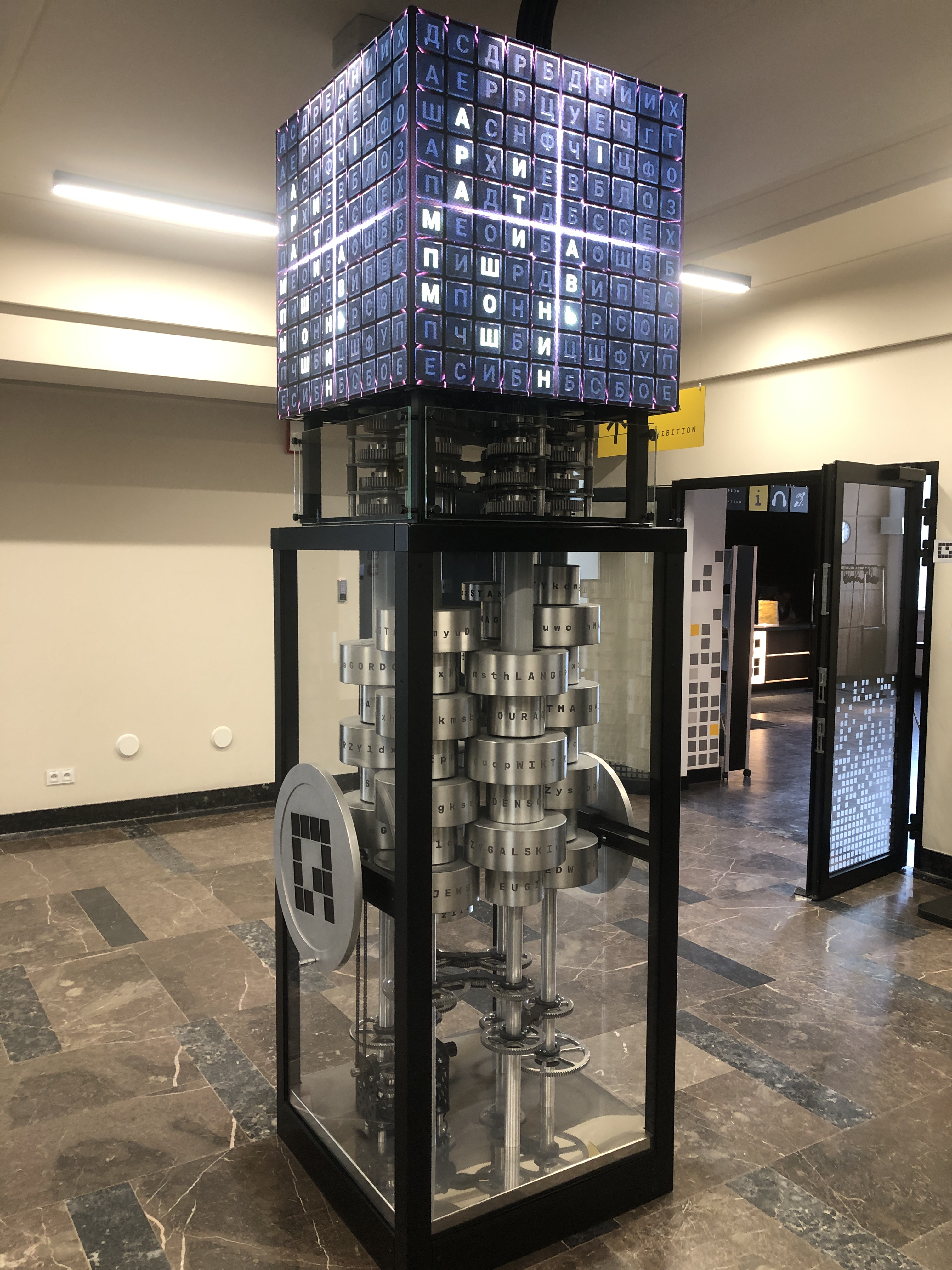
Im Foyer
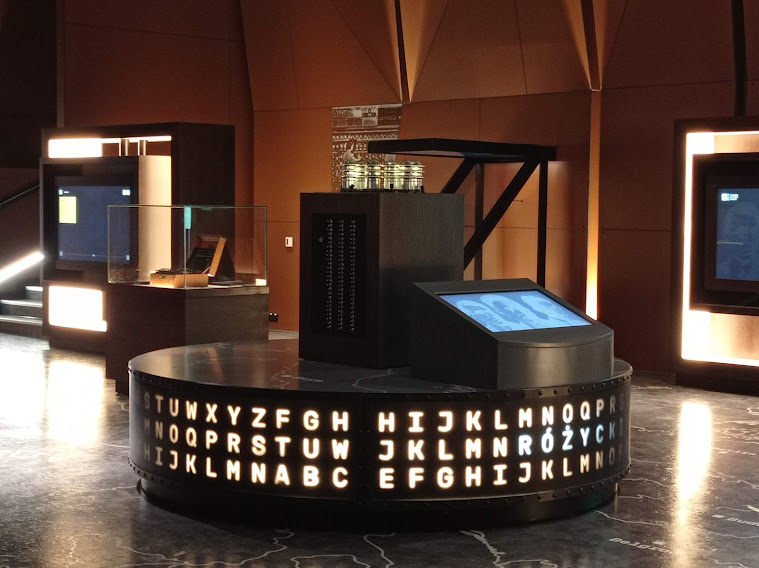
Im Museum
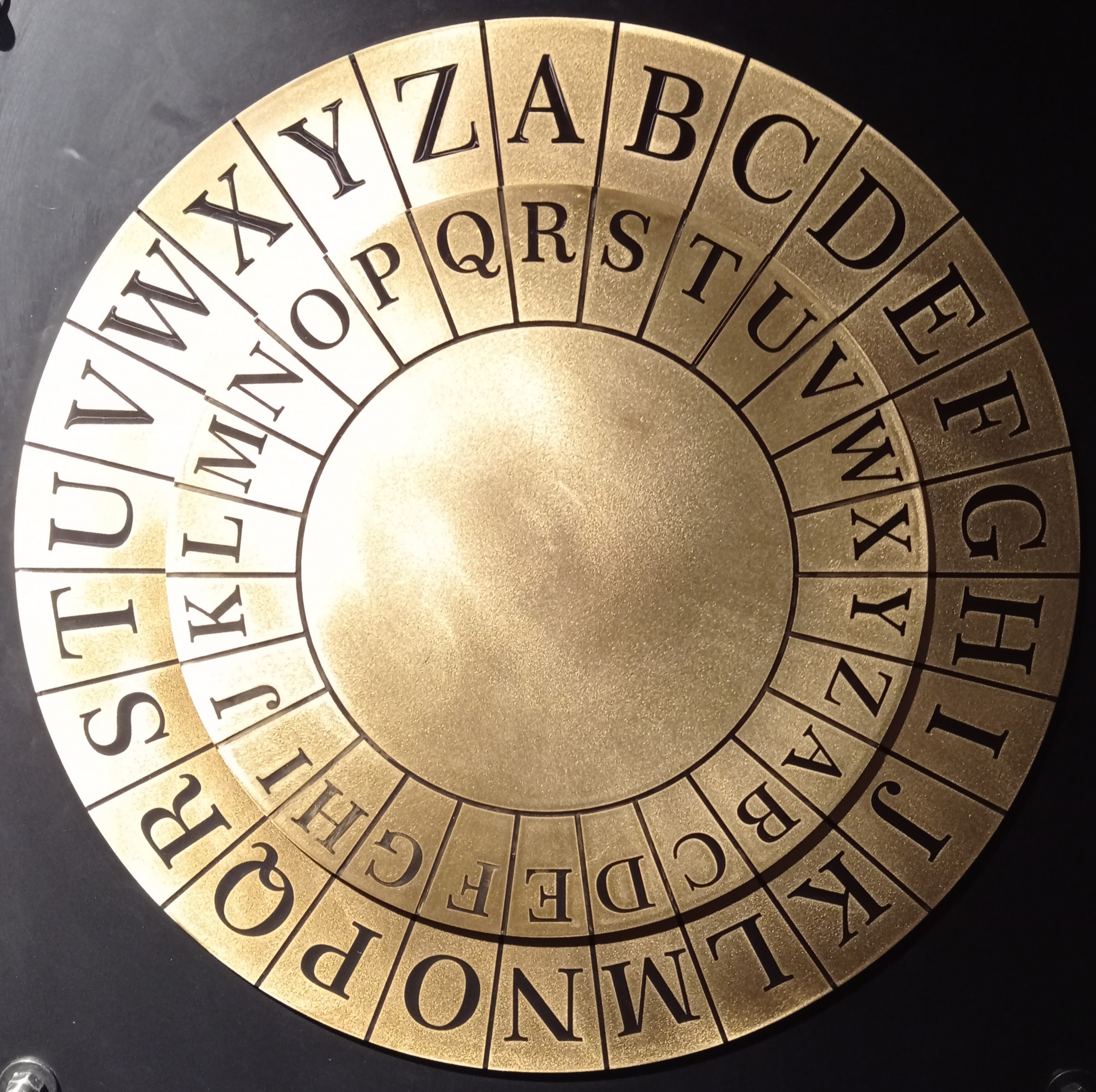
Chiffrierscheibe
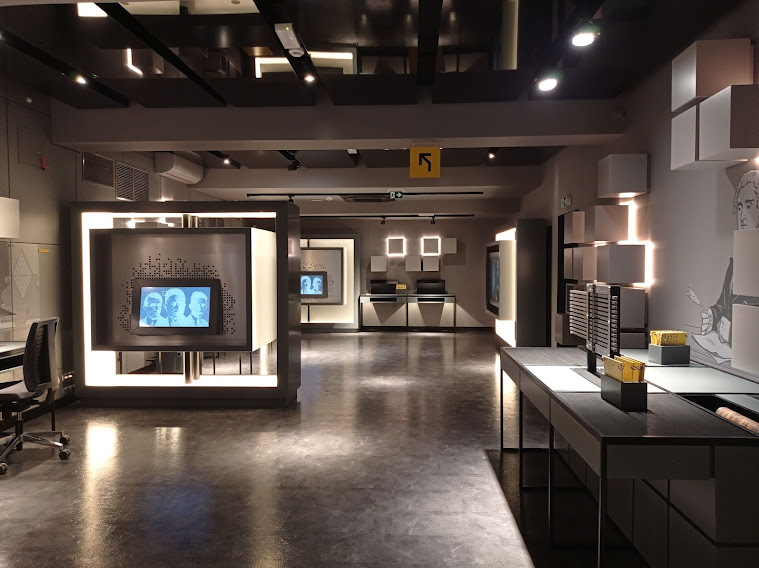
Ausstellungsraum
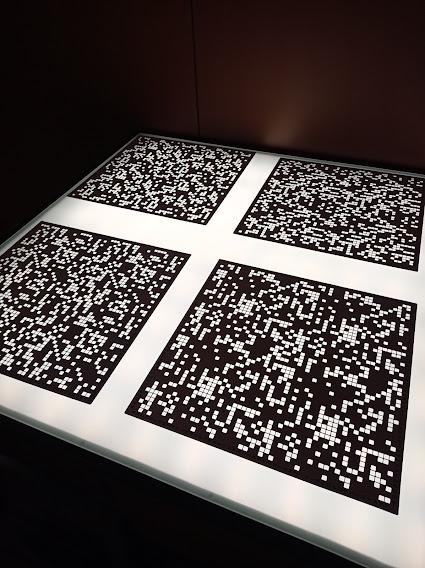
Zygalski-Lochblätter
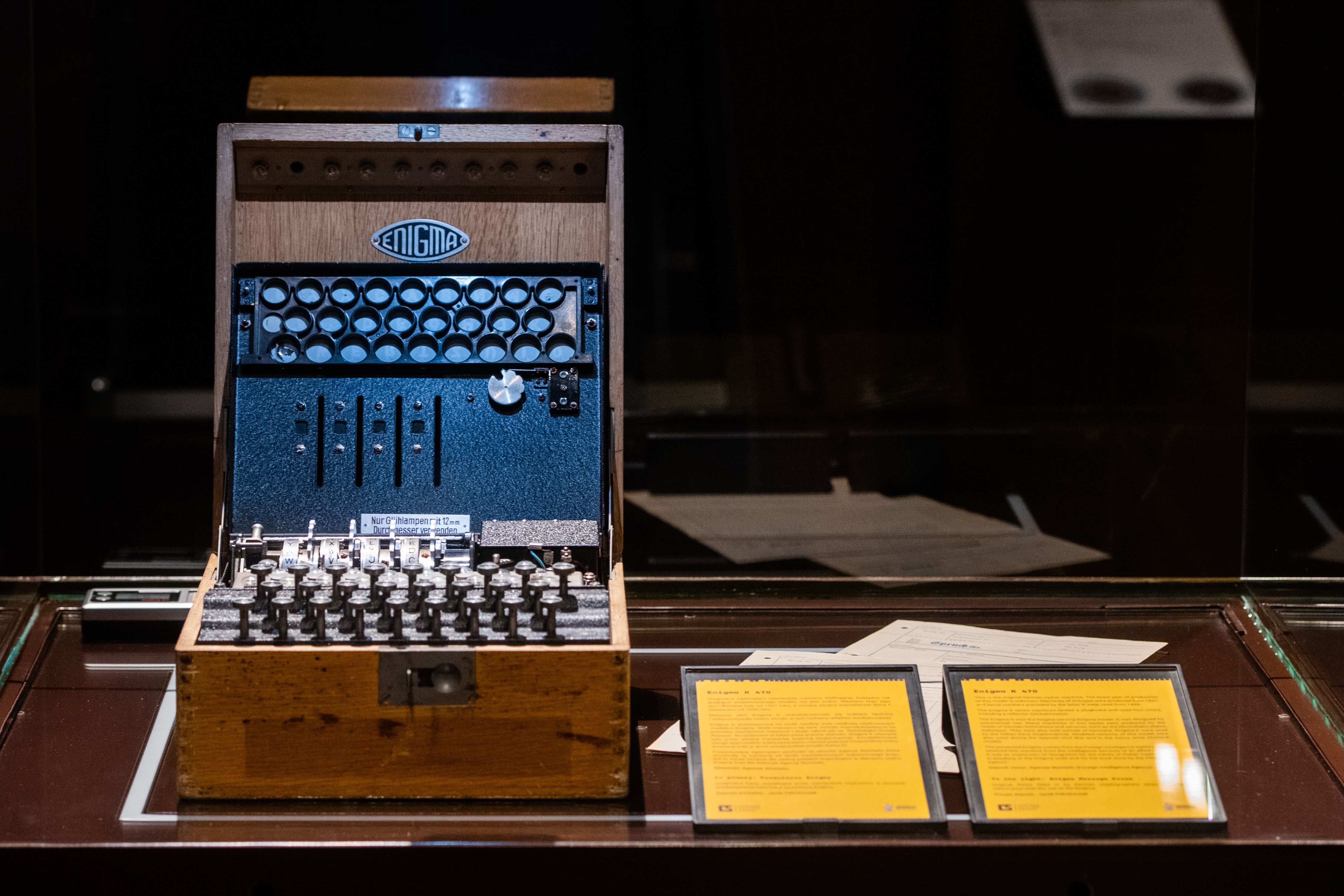
Enigma Modell K